# Bicknell (Utah)
Bicknell ist ein Ort im Wayne County im US-amerikanischen Bundesstaat Utah. Er liegt an der State Route 24. Die Einwohnerzahl betrug im Jahr 2020 (nach Angaben des US Census Bureau) 323 Einwohner.

## Geschichte
Bicknell hieß früher Thurber Town, nach A. K. Thurber benannt, der hier 1875 das erste Haus errichtete. 1897 wurde der Ort wegen schlechter Wasserverhältnisse und des sandigen Bodens verlegt.

## Geografie
Nach Angaben des US Census Bureau hat der Ort eine Größe von 1,2 km². Bicknell liegt zwischen dem Dixie National Forest und Fishlake National Forest im Rabbit Valley 17 Meilen westlich des Capitol-Reef-Nationalpark-Besucherzentrums. Bicknell liegt 2172 m über dem Meeresspiegel.

## Statistik
126 Haushalte und 95 Familien leben in 143 Häusern oder Wohnungen. Das durchschnittliche Familieneinkommen beträgt 34.500 US-$. Von den  353 Einwohnern sind 97,1 % Weiße und 2,83 % Angehörige anderer Rassen.